# Ґрантвілльський вісник
«Ґрантвілльський вісник» (англ. Grantville Gazette або нещодавно англ. Grantville Gazette I) — перша із серії професійно відібраних і відредагованих платних фан-фікшн- антологій у серії «1632», натхненній романом Еріка Флінта «1632». Електронні версії «Ґрантвілльського вісника», які регулярно досягають довжини довгих романів, тепер складають більшу частину серії за кількістю слів у друкованому вигляді. Флінт як власник серії та облікові записи редактора — усі як канонічні. Асоціація авторів наукової фантастики та фентезі Америки (Science Fiction Writers of America — SFWA) визнає опубліковані у віснику оповідання як кваліфікаційні документи для членства — членство в ній вимагає від письменника наявності трьох опублікованих творів як обов'язкової умови.

## Передумови серії
Перший роман, «1632 „, і серії “1632», що виникли в результаті, мають спільну тему, яка полягає в тому, щоб запитати «А що, якщо?» Питання, загальні та характерні для жанру наукової фантастики: «Що, якби сталася таємнича космічна подія, яка порівнює розташування цілого населеного регіону Західної Вірджинії з відповідною частиною ранньомодерної Німеччини?» Флінт додав додатковий запит до своєї передумови: «А що, якби два місця також помінялися місцями в часі, щоб регіон від нашого тут-тепер помандрував назад у просторі-часі до землі та народів 369 років тому?» Серія переміщує вигадане містечко з приблизно 3000 жителями (Ґрантвіль, Західна Вірджинія) у Німеччині серед хаосу та безладу Тридцятилітньої війни.

## Синопсис оповідань

### «Портрети»
Ерік Флінт
В оповіданні йдеться про рішення передати інформацію про антибіотики ворожим силам, які облягають Амстердам, де в пастці опинилася Ребекка Стернз. У ньому з'являється Енн Джефферсон, представлена в оповіданні С. Л. Віла «Вогняне кільце» з циклу «Питання консультації». Окрім висвітлення морально-етичних проблем, пов'язаних з наданням допомоги ворогу, в оповіданні багато уваги приділено художнику і дипломату Пітеру Паулю Рубенсу, чий портрет Джефферсон прикрашає обкладинку книжки. Події цієї історії відсилають до «1634: Балтійська війна» та інших творів серії.

### «Історія Анни»
Лорен Джонс
У центрі сюжету — сільська дівчина Анна Браун, яка втекла від найманців, що замахнулися на шефа поліції Дена Фроста і стали сигналом до початку конфлікту та війни на початку 1632 року. Це пронизлива історія, яка, за словами Флінта, була ледь вирізана з «Вогняного кільця», головним чином тому, що Джонс вже мав іншу повість у збірці, а також з міркувань простору — «Вогняне кільце» налічує майже 800 сторінок. В оповіданні також йдеться про долю її сім'ї, і в ньому з'являється милий, хоча й своєрідний фермер, який знаходить нову сім'ю по цей бік Вогняного кільця.

### «Ціковина і реліквія»
Том Ван Натта
У центрі сюжету — Пол Санті, ветеран війни у В'єтнамі та колекціонер зброї, який живе ізольовано на околиці Ґрантвіля. Події відбуваються через кілька тижнів після «Вогняного кільця». Санті не знає про свою поточну ситуацію, поки його не зустрів Едді Кантрелл, один із кількох аутрич-працівників, які прочісують віддалені регіони навколо Ґрантвіля, щоб переконатися, що всі поінформовані про укази Ґрантвільського комітету з надзвичайних ситуацій, і збирання ресурсів для спільноти. Крім того, Санті дізнається, що Френк Джексон хоче, щоб він приєднався до армії Ґрантвіля як інструктор кадрів, оскільки він має більше бойових дій і років загального військового досвіду, ніж усі інші в місті разом узяті. Спочатку Санті категорично відмовляється йти на військову службу.
Реальність втручається, коли група чоловіків обшукує його віддалену хатину, змушуючи Санті усвідомити, наскільки сильно змінилися часи і що тепер він залежить від інших. Він отримує посаду під командуванням Джексона і за допомогою Едді Кантрелла починає збирати і впорядковувати запасну зброю в місті, організовує програму перезарядки боєприпасів і навчає мешканців, які потребують допомоги, як поводитися зі своєю зброєю. Вирушаючи з Кантреллом на прогулянку, щоб випробувати вогонь і оцінити різні комбінації зарядів у трьох калібрах, обраних для використання Новою армією США, вони натрапляють на бандитів, які здійснюють набіг на сусідню ферму, і вступають з ними у бій. Німці, які зупинялися, вирубали кілька дерев за полем битви при Креппері, щоб виміряти й оцінити пробивну здатність вогнепальної зброї ґрантвіллерів, і використали отримані знання для створення броньованого (дерев'яного) фургона. Під вогнем Санті та Кантрелла вісім колишніх найманців-перебіжчиків використовують обшитий деревом вагон, щоб наблизитися до позиції двох американців. Розуміючи, що їхні кулі не пробивають щит, поранений Санті хоробро наказує Кантреллу повернутися в арсенал і повернутися з рушницею для слонів, поки він сам їх стримує. Санті і Кантреллу вдається знищити розбійників за допомогою слонячої рушниці. Наприкінці Санті погоджується стати неофіційним радником військових тренерів.

### «Швейний гурток»
Горг Гафф
«Швейний гурток» — канонічний погляд на поєднання обмежених у ресурсах «нових Сполучених Штатів» із вцілілою економікою зруйнованої війною Центральної Німеччини. Четверо американських підлітків поставили собі за мету започаткувати нову індустрію, ведучи нелегку боротьбу зі скептицизмом дорослих, а також із внутрішньою складністю самого проекту. Озброївшись підтримкою батька, який став членом фінансового підкомітету Ґрантвіля, одна дівчинка за вечерею розмовляє з «феями Федерального резервного банку», які чарівним чином заробляють більше грошей і регулюють економіку.
Інша частина полягає в тому, щоб переконати німців і всіх інших дауншифтерів, що вони існують, тому що вони виконують дуже важливу функцію, і вона працює тільки тоді, коли більшість людей в них вірить.
Новоприбулому у 1631 році Ґрантвілль доводиться швидко домовлятися, щоб його гроші стали товаром, який можна було б продати. Напрочуд добре продаються речі з пластмаси, зокрема ляльки, які багатий вельможа може купити своїй улюбленій доньці.
Невдовзі четверо однокласників молодших класів зустрічаються на березі струмка. Двоє з них, Брент і Трент Партоу, брати-близнюки, мають механічні нахили, а четвертий, Девід Бартлі, закоханий у дівчину з морквяним волоссям Сару, яка сумує за одним із близнюків. До того ж, життя Девіда ще більше ускладнюється тим, що його мати надмірно опікується невдахою, а батько вже давно пішов у кращі світи — повернувся до своєї дружини. Четверо дітей усвідомлюють, що ресурси дуже обмежені, робочої сили не вистачає, і що з самого початку необхідно пристосуватися до життя.
Проблеми дітей тільки починаються. Хоча «Зінгер» місіс Гіггінс майже 100 років, розрив між виробничими технологіями і технікою початку ХХ століття і XVII століття величезний — особливо для недосвідчених майбутніх інженерів-близнюків, які ще не закінчили середньої школи. Девід виявляється здібним організатором і керівником, і завдяки підтримці бабусі Гіггінс продовжує розвивати проект. Зрештою, вона фінансує значну частину компанії, а Девід придумує, як змусити її окупитися. Сара розуміється на фінансах не по роках і працює в команді з Девідом — і він анітрохи не заперечує.

### «Рудольштадтський колоквіум»
Вірджинія ДеМарс
Ця історія є другою вигаданою спробою Вірджинії ДеМарс у серії, і, як і «Вогняне кільце», ця історія встановлює деякі важливі канонічні підвалини, на які посилаються або екстраполюються в різних продовженнях роману. Ця протестантська (лютеранська) бесіда часто згадується в перших великих друкованих роботах із серії та час від часу з'являється в тринадцяти газетах, які існують виключно як опубліковані в електронному вигляді праці. Рудольштадтський колоквіум як історичне тло знаходиться в центрі релігійної боротьби між протестантськими сектами, які, як читач читач, продовжували розділяти нові церкви, навіть коли вони спільно боролися зі світом, де домінує римо-католик, і Контрреформацією цієї церкви, зусиллями знову нав'язати єдину релігію всій Європі.
В основі цього лежить глибока віра в авторитарну філософію, яку сповідували як шляхта, так і церковники, що держава не може існувати без єдиної офіційної релігії. «З точки зору князів, релігія була важлива в „тут і тепер“, тому що релігія тут і тепер була способом змусити населення поводитися». Для сучасного розуму це здається цікавою і, можливо, незрозумілою точкою зору, але сучасна людина також не сприймає концепцію, що один клас людей був явно поставлений над усіма іншими і призначений від народження правити. Крім того, становище і влада всіх вельмож випливає з цієї віри, а також з віри в те, що королі є обраними і помазаними захисниками церкви і держави, незалежно від того, наскільки добре чи погано вони виконують свої обов'язки щодо піклування про населення в цілому. З огляду на це, колоквіум та його результати стануть важливою подією в загальному контексті теми 1632 року, що відстоює релігійну толерантність.
У «Рудольштадтському колоквіумі» внутрішня напруга всередині лютеранської спільноти контрастує та відображається. На додаток до своєї основної лютеранської церкви, Ґрантвілль надсилає представників двох менших лютеранських сект, Міссурійського синоду та Євангелічно-лютеранської церкви в Америці. По всій Європі як католицькі, так і протестантські країни мають глав держав, які беруть участь особисто або через довірених осіб, надсилаючи особистого посланця на тривалі богословські дебати, які очолює граф Людвіг Гюнтер, граф Шварцбург-Рудольштадт. Шварцбург-Рудольштадт є одним із найближчих сусідів щодо географічного положення Ґрантвіля. Шварцбург, у вигаданому каноні, насправді настільки близький, що передача території між просторово-часовими континуумами за допомогою Вогняного кільця фактично прорізає околиці міста та ще кілька будинків, які не потрапили до Західної Вірджинії в OTL 2000 р. н. е., сповз із «новоутвореної» дестабілізованої скелі, яка утворилася одразу після ROF, як детально розповідається у «Водоспаді Шварца». Наприкінці роману «1634: Балтійська війна» Густав доручив графу Людвігу очолити та винести рішення на ще більший колоквіум у місті Магдебурзі («Магдебурзький колоквіум») для вирішення важливих питань у його новому королівстві.

## Нариси фактів

### «У них є пліснява на хлібі, то чому вони не можуть зробити пеніцилін?»
Роберт Готліф
Фактична стаття про проблеми та процес ідентифікації та культивування правильних типів цвілі, а також обробки та очищення пеніцилінового екстракту. Історія в наступному томі включає в себе використання неочищеного екстракту пеніциліну, засноване на реальних історичних використаннях, і деякі зразки культури, знайдені в лабораторному холодильнику в середній школі Ґрантвілля.

### «Кінська сила»
Карен Бергстрал
У цьому есеї Карен Бергстрал обговорюються породи коней та їхні характеристики, характерні та нехарактерні для епохи Тридцятилітньої війни та Європи. Продуктивність, швидкість та інші параметри, такі як сила, витривалість, розмір тощо. Досить глибоко розглянуто верхову їзду на конях і навіть ходи та схильності порід до тієї чи іншої риси.

## Літературне значення та відгуки
Рецензент Transcendental Basenji Sermons and Enlightenment сказав, що ця антологія «майже напевно припаде до смаку (переважно американським) фанатам наукової фантастики», оскільки «основна думка полягає в тому, що американці з маленьких сільських „простих людей“ унікально володіють усіма навичками своїх предків, американське почуття „може зробити“, щоб мати можливість вижити та процвітати в чужому середовищі Європи в 1632 році, а також зберігати недоторкані політичні принципи своїх ідеалізованих предків 1776 року».
«Ґрантвілльський вісник» входив до списку бестселерів у м'якій обкладинці журналу Locus два місяці поспіль протягом 2005 року, посідаючи 9 місце.